# Neisseria meningitidis
A Neisseria meningitidis ou meningococo são bactérias coccus Gram-negativo (CGN), imóveis e aeróbias que se agrupam aos pares, formando diplococos. São de grande importância clínica pois causam meningite meningocócica, uma grave inflamação das membranas que envolvem o cérebro. Frequentemente são encontradas em membranas mucosas humanas.

## Características
São bactérias aeróbias, imóveis, não esporuladas e fermentadores de glicose e da maltose (oxidação positiva). Possuem uma cápsula polissacarídea. Apresentam resistência natural à vancomicina e à polimixina e crescem no ágar Thayer-Martin chocolate a 35°C. Necessitam de ferro biodisponível para sobreviver.

### Factores de virulência
- Antifagocíticos: cápsula e a internalização em vacúolos fagocíticos;
- Colonização: pili;
- Toxina: LPS e endotoxina;
- Enzima: protease IgA1 e proteínas de ligação à transferrina.

## Doenças
- Meningite sem bacteriemia;
- Meningite com bacteriemia, em 40% dos casos;
- Meningococemia sem meningite;
- Meningococemia com meningite ou Meningite meningocócica;a
- Pneumonia;
- Artrite;
- Uretrite.

## Patogênese
A infecção por N. meningitidis se inicia através da colonização da nasofaringe, onde faz parte da flora normal de 5 a 15% dos adultos. O meningococo adere a receptores específicos nas células não ciliadas da nasofaringe e internalizam-se em vacúolos fagocíticos. Por serem bactérias encapsuladas, são mais resistentes ao processo de fagocitose.
Da nasofaringe, o meningococo pode passar para a circulação, podendo causar bacteremia, meningite e algumas outras infecções. A meningite tem como sintomas: febre, cansaço, dor de cabeça, torcicolo e coma. Sua mortalidade é de 10%. Nas meningococcemias ocorrem lesões vasculares devido à presença de endotoxinas bacterianas. Em casos mais graves, pode ocorrer hemorragia bilateral das supra-renais (Síndrome de Waterhouse-Friderichsen).

## Sorogrupos
Existem pelo menos 13 sorogrupos desta bactéria, dos quais os principais são:
- Sorogrupo A - frequente em países em desenvolvimento;
- Sorogrupo B e C - causador de meningite meningocócica e meningococemia;
- Sorogrupo Y e W135 - causador de meningite meningocócica e pneumonia meningocócica.

Estes sorogrupos, por sua vez, subdividem-se em sorotipos.

## Epidemiologia
O meningococo é encontrado na nasofaringe e é transmitido de uma pessoa para outra, por meio de gotículas provenientes das vias respiratórias. O meningococo ocorre em todo o mundo, sendo o sorotipo C o mais frequente. Nos EUA afeta apenas 1 em cada 100.000, mas em países da África estima-se que seja dez a cem vezes mais comum.
A maioria das pessoas possui imunidade adquirida à N. meningitidis. As crianças adquirem imunidade através de anticorpos maternos. Portanto, as meningococcemias são basicamente determinadas por baixa resistência imunológica do hospedeiro. A partir dos 6 meses de idade as crianças estão particularmente susceptíveis ao meningococo, porque a imunidade humoral cedida pela mãe se desvanece. 
Têm pico sazonal no fim do Inverno e no início da Primavera.

## Diagnóstico laboratorial
Faz-lhe a colheita de exsudatos rinofaríngeos, sangue ou líquor. Habitualmente recorre-se ao uso de meios de transporte (por exemplo, meio de Stuart, meio de Amies etc.).
Ao exame direto, a observação de diplococos Gram-negativo no citoplasma de células inflamatórias é sugestiva de Neisseria. Para o exame cultural pode recorrer-se ao ágar-chocolate (LCR) ou a um caldo com fatores de crescimento (sangue). Tratando-se de um produto poli microbiano, usa-se um meio seletivo para Neisseria, por exemplo, os meios de Thayer-Martin (quando o produto vem da nasofaringe), Martin-Lewis e New York City. Faz-se incubação a 37ºC durante 24–48 h, porque a Neisseria é sensível a variações de temperatura, com 5 a 10 % de CO2. Em ambos os gêneros, para identificação da espécie, efetua-se provas bioquímicas.

## Diagnóstico clínico
A presença de rigidez da nuca (devido à inflamação das meninges), febre, cefaleias, letargia, vômitos, petéquias (indicam meningococémia devido à trombose de pequenos vasos indica a presença de N. meningitidis. O diagnóstico definitivo de meningite aguda, ou seja bacteriana]], faz-se por punção lombar. A análise do líquor revela um predomínio de PMN, baixa glicose e elevado lactose, para além de um aumento da pressão intracraniana.

## Tratamento
O tratamento da meningite meningocócica é normalmente feito pelo uso de ceftriaxone, devendo ser feito o acompanhamento com novas funções. 

### Profilaxia
Em pessoas que contactaram com doentes infectados, são usadas a rifampicina, a monociclina, a ciprofloxacina e a ceftriaxona. Como antimicrobiano de primeira linha, são usadas as cefalosporinas de terceira geração. Como antimicrobiano de segunda linha, é usada a penicilina G e a ampicilina. Segundo o Guia de Vigilância Epidemiológica do Ministério da Saúde (2005) a quimioprofilaxia muito embora não assegure efeito protetor absoluto e prolongado tem sido adotada como eficaz medida na prevenção de casos secundários. Está indicada para contatos íntimos de casos da doença meningocócica e meningite por Haemophilus influenzae e também para o paciente em no momento da alta, com a exceção se o tratamento foi com ceftriaxona. As vacinas contra meningite são específicas para determinados agentes etiológicos. Algumas fazem parte do calendário básico de vacinação da criança  e outras estão indicadas apenas em situações de surto.

## Vacinação
Existem dois tipos de vacinas contra o meningococo:
- Vacinas polissacáridas, mais antigas, eficazes apenas a partir dos 2 anos de idade. Não cobrem a faixa etária de maior incidência da doença, não induzindo memória imunológica prolongada. São vacinas polivalentes contra os sorotipos A,C,Y e W135. A sua utilização é recomendada a viajantes para áreas hiperendémicas e em situação de surto. Em Portugal apenas está registada a vacina "MenC e A" sendo, no entanto, a vacina "MenA,C,W e Y" é distribuída, por autorização especial, para prescrição e administração nas consultas do viajante.

- Vacinas conjugadas, desde 2001, com eficácia a partir dos 2 meses de idade, induzindo memória imunológica prolongada e destinadas ao sorogrupo C. A vacina conjuga um polissacárido da cápsula da bactéria N. meningitidis com uma proteína da bactéria da difteria ou com o toxoide do tétano. Em Portugal estão autorizadas desde 2001 a "Meningitec", "Meninvact/Menjugate" e a "NeisVac-C".

O polissacarídeo do sorogrupo B não induz resposta imunológica protetora, não havendo ainda vacina disponível contra este sorogrupo. Decorre intensa investigação científica sobre formulações vacinais, algumas já em fase de ensaio clínico, mas não existe ainda vacina disponível com eficácia persistente. 
A vacina pode ser adiada em indivíduos apresentando doença aguda grave, com ou sem febre, ou doença crónica progressiva. A presença de doença ligeira, com ou sem febre, não constitui motivo para adiamento da toma desta vacina.